# Caffrowithius subfoliosus
Caffrowithius subfoliosus är en spindeldjursart som först beskrevs av Edvard Ellingsen 1910.  Caffrowithius subfoliosus ingår i släktet Caffrowithius och familjen blindklokrypare. Inga underarter finns listade.